# Swami Murugesu
Swami Raman Kalimuthu Murugesu (n. 26 octombrie 1933, Kandy, Sri Lanka - d. 24 septembrie 2007, Chennai, Tamil Nadu, India) a fost un Gayathri Siddhar și creatorul templului Sri Lankatheeswara din Nuwara Eliya. Unul dintre ucenicii lui a fost Swami Shankarananda.